# トレントン・サンダー
トレントン・サンダー(Trenton Thunder)は、アメリカ合衆国の大学野球チーム。本拠地はニュージャージー州トレントンにあるトレントン・サンダー・ボールパーク。MLBドラフトリーグに所属する。
かつてはマイナーリーグベースボール（MiLB）のイースタンリーグのプロ野球チームとして活動していた。

## 歴史

### トレントン移転以前
1980年、ニューヨーク州のグレンズフォールズを拠点とした「グレンズ・フォールズ・ホワイトソックス」を設立。シカゴ・ホワイトソックスと提携。
1985年、デトロイト・タイガースと提携し、チーム名を「グレンズ・フォールズ・タイガース」に改名。
1989年、オンタリオ州のロンドンに移転し、チーム名も「ロンドン・タイガース」に改名。

### トレントン移転後
1994年、ニュージャージー州のトレントンに移転し、チーム名を現在の「トレントン・サンダー」に改名。6月にはフィル・スティッドハムがメジャーに昇格し、球団史上初のメジャーリーガーが誕生した。
1995年、ボストン・レッドソックスと提携。
1999年から北地区に編入。
2003年、ニューヨーク・ヤンキースと提携。
2006年は北地区優勝を果たしたが、プレーオフ準決勝でポートランド・シードッグスに敗れた。
2007年はデレク・ジーターとロジャー・クレメンスが在籍し、5月23日の試合で球団記録となる観客9134人を動員。チームは2年連続で北地区優勝を果たし、プレーオフでもチャンピオンシップシリーズで西地区2位のアクロン・エアロズを破り、初のリーグ優勝を果たした。
2008年は3年連続で北地区優勝を果たし、プレーオフでもチャンピオンシップシリーズで昨年と同じ西地区2位のアクロン・エアロズを破り2年連続となるリーグ優勝を果たした。
2011年、再びジーターがリハビリのために在籍した7月3日の試合では2007年を上回る観客9212人を動員した。シーズンは東地区4位（リーグ8位）に沈んだ。
2012年8月30日に球団はヤンキースとの提携を2022年まで延長することを発表した。シーズンは東地区1位となったが、プレーオフ決勝で敗退した。
2013年、レギュラーシーズンは東地区2位だったが、プレーオフでチャンピオンシップシリーズまで勝ち進み、西地区1位のハリスバーグ・セネターズを破り、5年ぶりのリーグ優勝を果たした。10月29日にはマイナーリーグが選ぶ「Minor League team of the year」に選出された。
2014年は東地区4位に沈み、3年ぶりにプレーオフ進出を逃した。

### MLBドラフトリーグ参加
2020年のシーズン終了後に行われたマイナーリーグの組織再編に伴い、ニューヨーク・ヤンキースとの提携が終了した。2021年からはMLBを目指す大学生に実戦の場を提供するために組織されたサマーリーグ「MLBドラフトリーグ」の所属球団として活動していくことになった。

## 主な過去所属選手
- タイロン・ウッズ
- ケビン・ユーキリス
- デレク・ジーター
- ロジャー・クレメンス
- ロビンソン・カノ
- 松井秀喜
- バーニー・ウィリアムス
- 王建民
- 岡本直也

## 年度別成績
| 年                   | 提携チーム     | 勝敗     | 順位              | 監督                         | ポストシーズン |
| -------------------- | -------------- | -------- | ----------------- | ---------------------------- | -------------- |
| トレントン・サンダー |                |          |                   |                              |                |
| 1994                 | タイガース     | 55勝85敗 | 南地区5位         | トム・ラネルズ               | -              |
| 1995                 | レッドソックス | 73勝69敗 | 南地区1位（同率） | ケン・モッカ                 | 準決勝敗退     |
| 1996                 | レッドソックス | 86勝56敗 | 南地区1位         | ケン・モッカ                 | 準決勝敗退     |
| 1997                 | レッドソックス | 71勝70敗 | 南地区4位         | デマーロ・ハレ               | -              |
| 1998                 | レッドソックス | 71勝70敗 | 南地区3位         | デマーロ・ハレ               | -              |
| 1999                 | レッドソックス | 92勝50敗 | 北地区1位         | デマーロ・ハレ               | 準決勝敗退     |
| 2000                 | レッドソックス | 67勝75敗 | 北地区5位         | ビリー・ガードナー・ジュニア | -              |
| 2001                 | レッドソックス | 67勝75敗 | 北地区5位         | ビリー・ガードナー・ジュニア | -              |
| 2002                 | レッドソックス | 63勝77敗 | 北地区5位（同率） | ロン・ジョンソン             | -              |
| 2003                 | ヤンキース     | 70勝71敗 | 北地区4位         | スタンプ・メリル             | -              |
| 2004                 | ヤンキース     | 64勝78敗 | 北地区6位         | スタンプ・メリル             | -              |
| 2005                 | ヤンキース     | 74勝68敗 | 北地区2位         | ビル・マス                   | 準決勝敗退     |
| 2006                 | ヤンキース     | 80勝62敗 | 北地区1位         | ビル・マス                   | 準決勝敗退     |
| 2007                 | ヤンキース     | 83勝59敗 | 北地区1位         | トニー・フランクリン         | リーグ優勝     |
| 2008                 | ヤンキース     | 86勝54敗 | 北地区1位         | トニー・フランクリン         | リーグ優勝     |
| 2009                 | ヤンキース     | 69勝72敗 | 北地区3位         | トニー・フランクリン         | -              |
| 2010                 | ヤンキース     | 83勝59敗 | 東地区1位         | トニー・フランクリン         | 決勝敗退       |
| 2011                 | ヤンキース     | 68勝73敗 | 東地区4位         | トニー・フランクリン         | -              |
| 2012                 | ヤンキース     | 79勝63敗 | 東地区1位         | トニー・フランクリン         | 決勝敗退       |
| 2013                 | ヤンキース     | 74勝67敗 | 東地区2位         | トニー・フランクリン         | リーグ優勝     |
| 2014                 | ヤンキース     | 67勝75敗 | 東地区4位         | トニー・フランクリン         | -              |

## 永久欠番
- 2 デビッド・エクスタイン
- 5 ノマー・ガルシアパーラ
- 33 トニー・クラーク
- 42 ジャッキー・ロビンソン